# Municipio de Milford (condado de Butler)
El municipio de Milford (en inglés: Milford Township) es un municipio ubicado en el condado de Butler en el estado estadounidense de Ohio. En el año 2010 tenía una población de 3550 habitantes y una densidad poblacional de 37,17 personas por km².

## Geografía
El municipio de Milford se encuentra ubicado en las coordenadas 39°31′8″N 84°37′56″O / 39.51889, -84.63222. Según la Oficina del Censo de los Estados Unidos, el municipio tiene una superficie total de 95.5 km², de la cual 95,16 km² corresponden a tierra firme y (0,36 %) 0,34 km² es agua.

## Demografía
Según el censo de 2010, había 3550 personas residiendo en el municipio de Milford. La densidad de población era de 37,17 hab./km². De los 3550 habitantes, el municipio de Milford estaba compuesto por el 97,15 % blancos, el 0,28 % eran afroamericanos, el 0,14 % eran amerindios, el 0,2 % eran asiáticos y el 2,23 % eran de una mezcla de razas. Del total de la población el 0,59 % eran hispanos o latinos de cualquier raza.